# Göldağı, Şabanözü
Göldağı là một xã thuộc huyện Şabanözü, tỉnh Çankırı, Thổ Nhĩ Kỳ. Dân số thời điểm năm 2010 là 21 người.